# 合肥综合性国家科学中心

合肥综合性国家科学中心LOGO

合肥综合性国家科学中心是中华人民共和国已经批复同意建设的的三个综合性国家科学中心之一。

## 历史
2017年1月，发改委和科技部批复同意建设合肥综合性国家科学中心。

## 组成
- 大健康研究院
- 能源研究院
- 人工智能研究院
- 同步辐射装置
- 全超导托卡马克装置
- 稳态强磁场装置